# Brachycara slossonae
Brachycara slossonae är en tvåvingeart som först beskrevs av Johnson 1913.  Brachycara slossonae ingår i släktet Brachycara och familjen vapenflugor. Inga underarter finns listade i Catalogue of Life.